# Валь-де-Сан-Мартін
Валь-де-Сан-Мартін (ісп. Val de San Martín) — муніципалітет в Іспанії, у складі автономної спільноти Арагон, у провінції Сарагоса. Населення — 79 осіб (2010).
Муніципалітет розташований на відстані близько 200 км на схід від Мадрида, 80 км на південний захід від Сарагоси.

## Демографія
Динаміка населення (INE ):